# Tvätt (CD-singel)
Tvätt är en CD-singel från 1998 av Galenskaparna och After Shave.

## Låtförteckning
1. Tvätt - från Alla ska bada sång: After Shave och Anders Eriksson.
2. Tvätt - en mer dansant version

After Shave: Jan Rippe, Per Fritzell, Knut Agnred.